# Museo Giannettino Luxoro

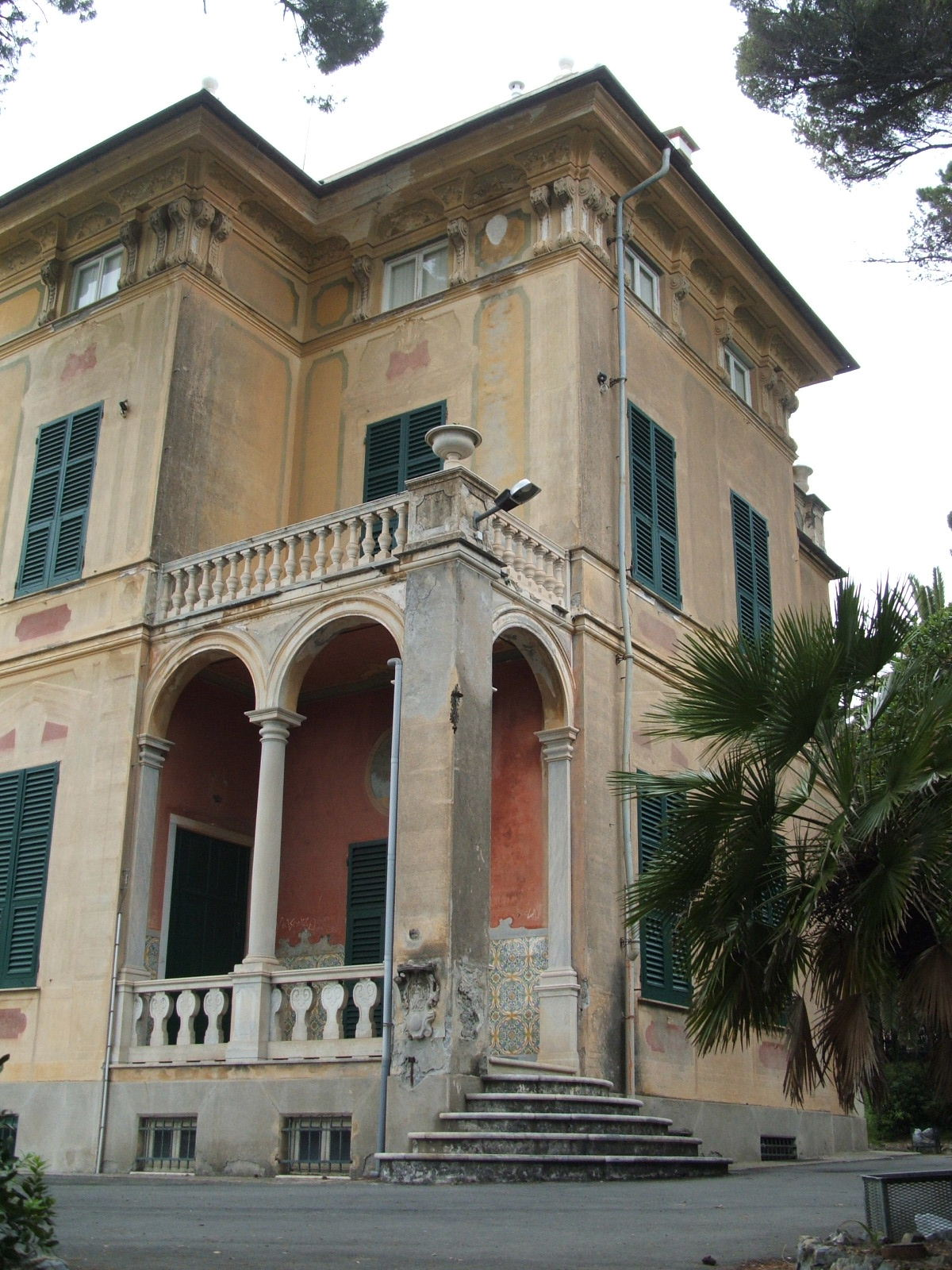
Villa Luxoro, sede del museo intitolato a Giannettino Luxoro

Il Museo Giannettino Luxoro (pronunziato lujoro, con la j come nel francese jardin) fa parte del polo museale di Nervi a Genova. Ha sede a villa Luxoro, in via Mafalda di Savoia 3, nel cuore del parco municipale della delegazione genovese.

## Descrizione
Il Museo Luxoro è un esempio di museo-dimora, unico esempio genovese di una casa privata perfettamente conservata, allestito per volontà di una famiglia alto borghese.
Nel museo Luxoro sono conservate, tra tutto, circa 3.000/2.500 opere.
Delle collezioni pervenute al Comune di Genova, insieme alla villa, nel 1945, rivestono particolare importanza per qualità e la rarità dei pezzi la collezione presepiale (databile tra XVII e XIX secolo e che presenta tra gli artisti anche Pasquale Navone), la raccolta di orologi (tra cui alcuni esemplari della bottega di Giuseppe Campani), la quadreria (con opere tra gli altri di Giovanni Bernardo Carbone, Alessandro Magnasco, Gio Enrico Vaymer, Mulinaretto, Antonio Francesco Peruzzini, Antonio Travi, Carlo Antonio Tavella), la collezione di mobili, le ceramiche cinesi e liguri, e gli argenti.
L'allestimento odierno venne curato dallo storico direttore dell'Ufficio Belle Arti del Comune di Genova, Orlando Grosso, che rispettò le indicazioni del legatario, conservando intatte le originarie destinazioni d'uso dei vari ambienti per offrire l'impressione di essere ospiti di un collezionista d'arte ottocentesco.
Dopo la chiusura nell'estate 2016 per ragioni di sicurezza, ha riaperto parzialmente al pubblico il 1° novembre 2024, con le prime tre sale al piano terra.

## Opere significative
- Alessandro Magnasco, Il pittor Pitocco
- Antonio Travi: Paesaggio